# موزه بناکی

## تاریخچه
موزه بناکی (به یونانی: Μουσείο Μπενάκη) موزه‌ای در آتن است که مجموعه‌ای از آثار هنری یونان از دوران پیش از تاریخ تا دوران مدرن را به نمایش می‌گذارد. در ابتدا مجموعه این موزه آثاری از هنر اسلامی و چینی را نیز دربرمی‌گرفت، اما بعد از بازسازی موزه در سال ۲۰۰۰ این آثار به موزه‌های اقماری منتقل شدند و موزه بناکی به آثار یونانی منحصر شد. این موزه در سال ۱۹۳۰ با سرمایه‌گذاری آنتونیس بناکیس، مجموعه‌دار یونانی و به یاد پدرش امانوئل بناکیس در عمارت خانواده بناکیس در مرکز شهر آتن بنا تاسیس شد.
موزه بناکی متشکل از سه طبقه است. که گنجینه هایی از عهد برنز تا جنگ جهانی، و لباس های محلی بخش های مختلف یونان به نمایش درآمده است.
اگرچه این موزه در ابتدا مجموعه ای شامل هنر اسلامی، چینی و نمایشگاه های اسباب بازی را در خود جای داد، بازگشایی آن در سال 2000 منجر به ایجاد موزه های ماهواره ای شد که بر مجموعه های خاصی تمرکز داشتند و به موزه اصلی اجازه داد تا بر فرهنگ یونانی در طول سال های 2018 میلادی تمرکز کند. تاریخ کشور این موزه در آتن بیش از 100000 اثر از تاریخ یونان را در خود جای داده و دوره ها، تمدن ها و فرهنگ هایی را که بر توسعه یونان تأثیر گذاشته اند را به نمایش می گذارد. این موزه که در چندین مکان گسترده شده است، در زمره مهمترین مؤسسات فرهنگی یونان قرار دارد.
خانه اصلی موزه در خانه بناکیس روبروی باغ ملی در خیابان ملکه سوفیاس است و وجود آن را مدیون سخاوت آنتونیس بناکیس است که خانواده اش در اسکندریه مصر زندگی می کردند. در سال ،1931 بناکی ها خانه ی خانواده را در آتن و مجموعه بیش از 37000 اشیاء اسلامی و بیزانسی را اهدا کردند. بیش از 9000 مصنوع در دهه 1970 اضافه شد که باعث شد کمک های مالی از منابع دیگر انجام شود. بناکیس تا زمان مرگش در سال 1954 در موزه فعال بود.
بخش هایی از مجموعه های موزه به سراسر جهان سفر کرده اند، از جمله کانادا در سال ،2008 ایالات متحده در سال 1959 با مشارکت موسسه Smithsonian و در سال ،2005 یک فنجان طلای جامد یونان باستان برای اولین بار یونان را ترک کرد و به سفر رفت. به موزه پاورهاوس در سیدنی و موزه مهاجرت ملبورن در ملبورن، استرالیا.

## مجموعه ها
- هنر پیش از تاریخ، یونان باستان و روم
- هنر بیزانسی
- هنر اسلامی
- آثار تاریخی
- هنر چینی و کره ای
- هنر قبطی
- هنر پسا ییزانس و نئوهلنی
- مجموعه نقاشی ها، طراحی ها و چاپ ها
- گالری نیکوس هاجیکیریاکوس گیکا
- استودیو یانیس پاپاس
- کودکان، اسباب بازی ها و بازی ها
- هنر پیشاکلمب

## مجموعه هنر اسلامی موزه بناکی
جموعه های هنر اسلامی موزه بناکی در مجموعه ای از ساختمان های نئوکلاسیک واقع در مرکز تاریخی آتن، در منطقه KERAMEIKOS قرار دارد. مکان های باستان شناسی اصلی واقع در همان منطقه شامل محوطه آگورا باستانی (در حال حاضر در حال توسعه)، معبد دوریک هفائستوس است. این مجموعه ساختمانی در نبش خیابان آگیون آسوماتون و دیپیلو توسط مرحوم لامبروس افتاکسیاس که در سالهای آخر عمر ریاست افتخاری هیئت امنای موزه را بر عهده داشت به موزه اهدا شد.
این مجموعه شامل یک خانه سه طبقه و یک خانه دو طبقه است که نماهای آنها در سال 1989 فهرست شد. و مهندس عمران .Sparis .G اداره کارهای ویژه وزارت محیط زیست، برنامه ریزی شهری و فواید عمومی، به عنوان بخشی از برنامه توسعه مجدد منطقه Kerameikos، اقداماتی را برای تقویت این دو ساختمان و تقویت ویژگی های تزئینی نمای آنها انجام داد. طی این عملیات حفاظتی، بخشی از دیوار شهر باستانی آتن و یک مقبره باستانی در سطح پی خانه ها کشف شد. پس از بحث و گفتگو بین موزه و اداره سوم آثار باستانی پیش از تاریخ و کلاسیک، تصمیم گرفته شد که یافته ها در محل باقی بمانند و محوطه در سطح زیرزمین باید دوباره طراحی شود تا در دسترس بازدیدکنندگان قرار گیرد. برای این منظور طرح اولیه بلافاصله اصلاح شد تا یافته های حاصل از حفاری مطابق با روش های معاصر ارائه بقایای فرهنگی مرتبط حفظ شود.
مجموعه هنر اسلامی موزه بناکی که شامل نمونه هایی از همه گونه های محلی آن از هند، ایران، بین النهرین، آسیای صغیر، خاورمیانه، عربستان، مصر، شمال آفریقا، سیسیل و اسپانیا است، در زمره مهم ترین ها قرار دارد. تکامل تمدن اسالمی از اولین ظهور اسالم تا دوره عثمانی و توسعه متناظر هنر اسالمی تا قرن 19 با بیش از 8000 اثر هنری از جمله سرامیک، طال، فلزکاری، منسوجات و شیشه، کوچکتر نشان داده شده است. مجموعه ای از اشیاء استخوانی، سنگ نقوش تدفین و تسلیحات حکاکی شده، و همچنین نمای داخلی یک اتاق پذیرایی با نمای مرمری از عمارت قرن هفدهمی قاهره. آنتونیس بناکیس در ابتدا در آغاز قرن بیستم در مصر شروع به جمع آوری کرد. در همان زمان مجموعه های مشابه بسیاری در اروپا و آمریکا ایجاد شد که در بسیاری از موارد مکمل مجموعه موزه بناکی است.